# 施托伊夫茨格魏爾湖

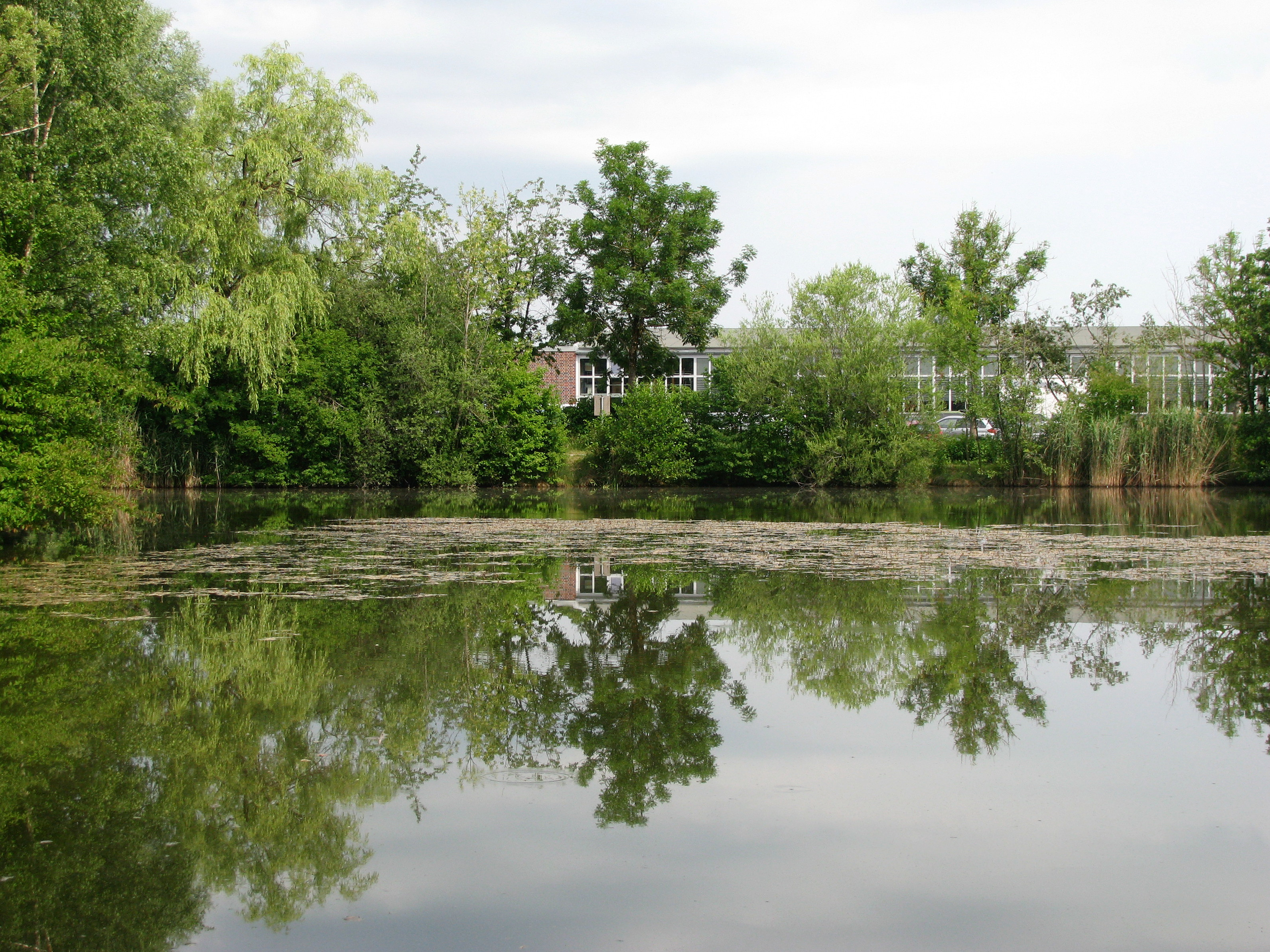

47°42′59″N 10°17′53″E / 47.716425°N 10.298127°E
施托伊夫茨格魏爾湖（德語：Steufzger Weiher），是德國的湖泊，位於該國東南部，由巴伐利亞州負責管轄，處於肯普滕，長0.1公里、寬0.07公里，面積0.005平方公里，海拔高度716米，湖岸線長度0.3公里。